# بول تومسون
بول تومسون (بالفرنسية: Paul Thompson)‏ (و. 1906 – 1991 م) هو لاعب هوكي الجليد كندي، ولد في كالغاري، توفي عن عمر يناهز 85 عاماً.

## جوائز
حصل على جوائز منها:
- كأس ستانلي.

## روابط خارجية
- بول تومسون على موقع دوري الهوكي الوطني (الإنجليزية)
- بول تومسون على موقع EliteProspects.com (الإنجليزية)
- بول تومسون على موقع HockeyDB.com (الإنجليزية)
- بول تومسون على موقع Hockey-Reference.com (الإنجليزية)